# Lysings urskog
Lysings urskog este o arie protejată (arie specială de conservare — SAC, sit de importanță comunitară — SCI) din Suedia întinsă pe o suprafață de 20,6 ha, integral pe uscat.

## Localizare
Centrul sitului Lysings urskog este situat la coordonatele 58°08′32″N 14°46′53″E / 58.1421°N 14.7815°E.

## Înființare
Situl Lysings urskog a fost declarat sit de importanță comunitară în decembrie 1995 pentru a proteja 1 specie de plante. Situl a fost protejat și ca arie specială de conservare în martie 2011.

## Biodiversitate
Situată în ecoregiunea boreală, aria protejată conține 1 habitat natural: Taiga vestică.
La baza desemnării sitului se află o specie protejată de  plante: Buxbaumia viridis.